# Trachylepis nganghae
Trachylepis nganghae är en ödleart som beskrevs av  Ivan Ineich och CHIRIO 2004. Trachylepis nganghae ingår i släktet Trachylepis och familjen skinkar.
Artens utbredningsområde är Kamerun. Inga underarter finns listade i Catalogue of Life.